# هریستیان فوتی
هریستیان فوتی (بلغاری: Христиан Фоти؛ زادهٔ ۱۶ اکتبر ۲۰۰۱) بازیکن فوتبال است.
از باشگاه‌هایی که در آن بازی کرده است می‌توان به باشگاه فوتبال اومانیا اشاره کرد.